# It's That Girl
It's That Girl je promotivna video kompilacija američke pjevačice Madonne. Izdana je 1987. pod Warner Bros Recordsom u svrhu promocije Who's That Girl World Tour, a bila je dostupna samo u Ujedinjenom Kraljevstvu.

## Formati
Kompilacija je izdana kao VHS i kaseta.

## Popis pjesama
- "Holiday" (izvedba iz Top of the Pops emisije)
- "Lucky Star"
- "Like A Virgin"
- "Material Girl"
- "Into the Groove"
- "Angel"
- "Dress You Up"
- "Borderline"
- "Live to Tell"
- "Papa Don't Preach"
- "True Blue"
- "Open Your Heart"
- "La Isla Bonita"
- "Who's That Girl"